# 許積
許 積（きょ せき、ホ・ジョク、허적、光海君2年（1610年） - 粛宗6年5月11日（1680年6月7日））は、李氏朝鮮後期の文臣・政治家・書家・画家。字は汝車、号は黙斎・休翁。諡号は粛憲。忠清道忠州に生まれた。本貫は陽川許氏。

## 略歴
第1次礼訟（己亥礼訟）と第2次礼訟（甲寅礼訟）の当時南人の論客の一人、南人の中堅であり、南人の穏健派（濁南）の首領だった。南人の強硬派（清南）の許穆・尹鑴の政敵であり、正統官僚出身で1637年文科に及第して最終官職は領議政である。

## 著作
- 『黙斎日記』
- 『許相国奏議』